# St.-Marien-Kirche (Berlin-Zehlendorf)

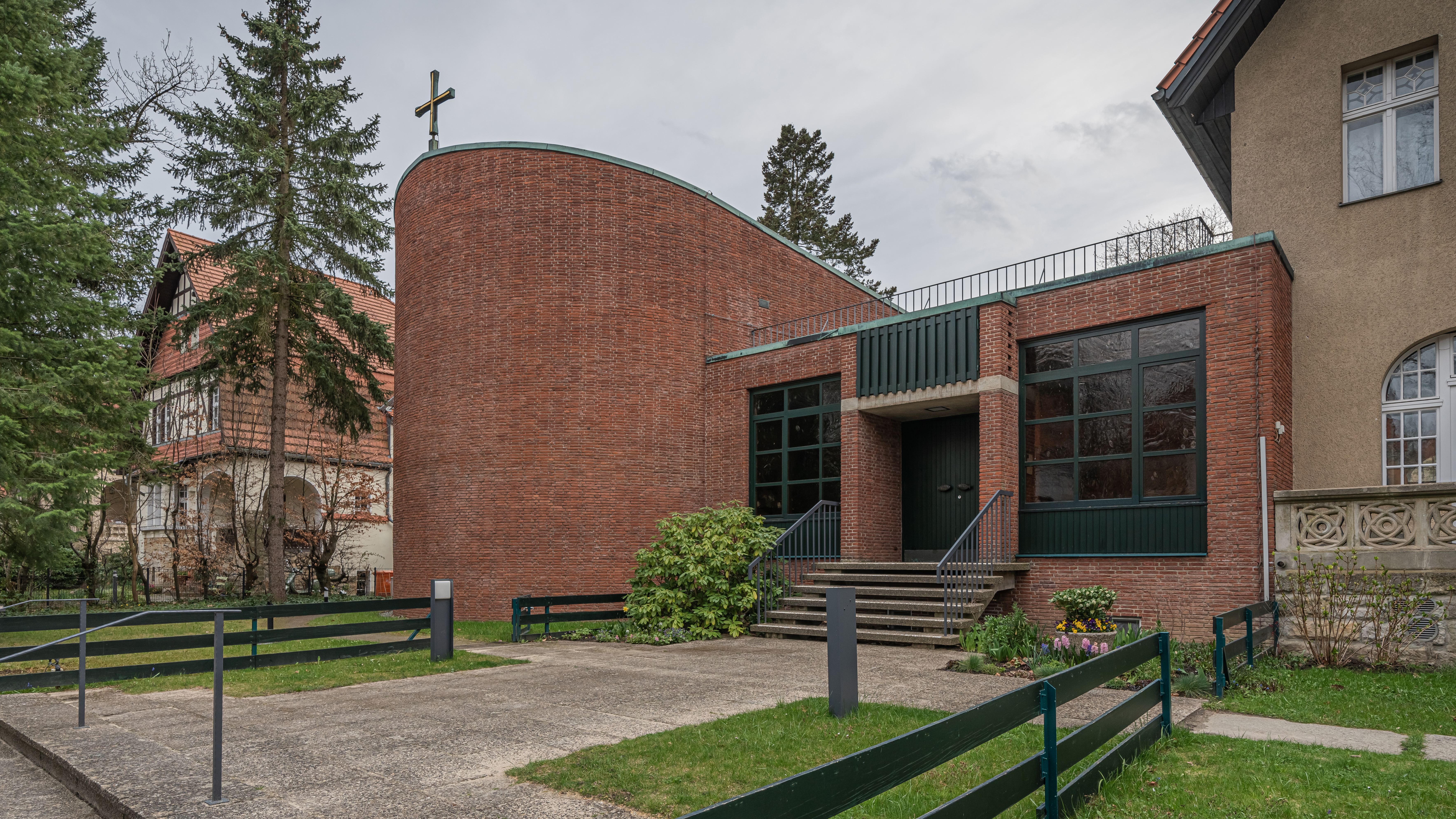
Die Marienkirche in Berlin-Zehlendorf

Die St.-Marien-Kirche der Evangelisch-Lutherischen St. Mariengemeinde in der Selbständigen Evangelisch-Lutherischen Kirche befindet sich in der Riemeisterstraße 10–12 im Berliner Ortsteil Zehlendorf des Bezirks Steglitz-Zehlendorf. Das nach Plänen des Architekten Hans Schmidt aus Hamburg-Harburg entworfene Kirchengebäude wurde vollendet durch das Architektenbüro Kraul und Jäckel aus Hamburg. Mit der örtlichen Bauleitung wurden die Architekten Manfred F. Manleitner und Erwin Srp, beide aus Berlin, beauftragt. Das Kirchengebäude wurde am 18. Februar 1973 durch den späteren Bischof Gerhard Rost unter Assistenz von Kirchenrat Matthias Schulz und des damaligen Gemeindepfarrers Jobst Schöne geweiht. Die Kirchengemeinde gehört zum Kirchenbezirk Berlin-Brandenburg.

## Geschichte
→ Vorgeschichte siehe: Evangelisch-lutherische (altlutherische) Kirche
Im Juni 1953 erwarb die Kirchenleitung der evangelisch-lutherischen (altlutherischen) Kirche die unter Denkmalschutz stehende Villa aus dem Jahr 1906. Im Jahr 1958 wurde eine Notkapelle gebaut, die am 25. Oktober 1959 durch Kirchenrat Heinrich Schröter geweiht, der seinen in Sitz an der Evangelisch-Lutherischen Kirchengemeinde Berlin-Mitte innehatte. Die St. Mariengemeinde ist eine Tochtergemeinde der Evangelisch-Lutherischen Gemeinde Zum Heiligen Kreuz in Berlin-Wilmersdorf. Die Wilmersdorfer Heilig-Kreuz-Gemeinde wuchs zahlenmäßig stark, sodass eine Gemeindeversammlung am 16. April 1961 beschloss, die Filialgemeinde in Zehlendorf zu verselbstständigen. Der erste Pfarrer der St. Mariengemeinde war der spätere Bischof Jobst Schöne, der am 4. März 1962 ins neu eingerichtete Pfarramt eingeführt wurde. Am 7. Mai 1972 wurde der Grundstein gelegt und 1973 das Kirchgebäude fertiggestellt.

## Baugeschichte
Der Kirche ist eine Vorhalle vorgebaut. Eine Besonderheit ist die Taufkapelle an der gegenüberliegenden Seite des Eingangs. Der Taufstein ist aus Muschelkalk geschlagen. Über dem Taufstein ist eine Holzschnitzerei zu sehen. Die Kirche ist gemäß der christlichen Tradition nach Osten gebaut. Die roten holländischen Handstrichziegel sind alle unterschiedlich und symbolisieren, dass jeder Christ zum Bau der Kirche mit seinen Gaben beiträgt. Der Altarbereich ist durch zwei Stufen erhoben. Der aus hellem Sandstein gefertigte Altar hebt sich vom olivfarbenen Quarzit des Bodens ab. Der Altar ist das Zentrum der Kirche. In die Altarplatte sind fünf Kreuze eingehauen, die an die fünf Wunden Christi erinnern sollen. Die Blockform des Altars soll an einen Sarkophag erinnern. Über dem Altar ist ein in Bronze gegossenes Bronzekruzifix auf zwei Eichenholzbalken befestigt, das dem Werdener Kruzifixus aus dem Jahr 1060 nachempfunden ist. Links befindet sich eine schlichte Kanzel aus Sandstein und rechts ein ebenso betont schlichter Ambo.